# Satis cognitum
Satis cognitum (en español, Suficientemente conocido) es la sexagésima primera encíclica del papa León XIII fechada el 29 de junio de 1896 sobre la unidad de la Iglesia, y algunas herejías de su tiempo. 

## Novedad y contexto histórico
El pontificado de León XIII supuso un cierto cambio en el modo en que los papas ejercían su magisterio. Con el se inician las encíclicas papales en que se presenta un tratamiento teológico y doctrinal sobre cuestiones de especial interés en el momento en que se escriben..  Además en esta encíclica se trata por primera vez de un modo directo el interés de la Iglesia católica por el ecumenismo.
La encíclica es una invitación dirigida a quienes se separaron de la Iglesia católica para que vuelvan a ella. Contiene una reafirmación de la unidad de la Iglesia, y del papel que le corresponde al magisterio en la preservación de esa unidad, a través del  triple oficio (munus) de santificar, gobernar y enseñar.
La encíclica en un contexto histórico especial, el acercamiento a la iglesia católica de algunos miembros destacados de la High Church y del movimiento de Oxford; esto motivo un interés por aclarar la posible validez de las ordenaciones sacerdotales en la iglesia anglicana. Tras un estudio por parte de la Santa Sede mediante una comisión de expertos católicos nombrada por el papa, se llegó a la conclusión de la nulidad de esas ordenaciones. León XIII, mediante la carta apostólica Apostolicae curaem del 13.IX.1986, declaró solemnemente dicha nulidad. La encíclica Satis cognitum, publicada unos meses antes, fue interpretada en el Reino Unido como una preparación del terreno para esa declaración.

## Contenido
Satis cognitum vobis est, cogitationum et curarum Nostrarum partem non exiguam illuc esse conversam, ut ad ovile in potestate positum summi pastoris animarum Iesu Christi revocare devios conemur
Bien sabéis que una parte considerable de nuestros pensamientos y de nuestras preocupaciones tiene por objeto esforzarnos en volver a los extraviados al redil que gobierna el soberano Pastor de las almas, Jesucristo.

Con estas palabra León XIII comienza la encíclica exponiendo el motivo que le mueva a escribirla y anuncian su contenido que no es otro que mostrar la unidad de la Iglesia.
Sigue así un extensa y articulada  apología de la eclesiología católica en lo que se refiere a la sacramentalidad y la  unidad de la Iglesia, con apoyo en la sagrada escritura y en el magisterio de los apóstoles y sus sucesores. Destaca así la importancia de mantener la integridad de la fe católica, tal como ha sido recibida y conservada:

Tal ha sido constantemente la costumbre de la Iglesia, apoyada por el juicio unánime de los Santos Padres, que siempre han mirado como excluido de la comunión católica y fuera de la Iglesia a cualquiera que se separe en lo más mínimo de la doctrina enseñada por el magisterio auténtico.

Se manifiesta así el propósito de la encíclica, mostrar el deseo del papa por la unidad y su interés por el ecumenismo católico.
En la segunda parte del texto, el papa defiende enérgicamente la primacía del romano pontífice tal como se enseñó en el Concilio Vaticano I, como un corolario de la unidad de la Iglesia, pero señala

...Aquel que hizo de  Pedro el fundamento de la Iglesia también "eligió a doce, a los que llamó apóstoles"; y así como es necesario que la autoridad de Pedro se perpetúe en el Romano Pontífice, así también, por el hecho de que los obispos suceden a los Apóstoles, heredan su potestad ordinaria, y así el orden episcopal pertenece necesariamente a la constitución esencial de la Iglesia.

Además, recuerda el papa que, del hecho de que el poder del romano pontífice sea pleno y soberanos, no se deduce que no haya otros poderes en la iglesia, pues al igual que la autoridad de Pedro es perpetua en el sumo pontífice

también los obispos, en su calidad de sucesores de los apóstoles, son los herederos del poder ordinario de los apóstoles, de tal suerte que el orden episcopal forma necesariamente parte de la constitución íntima de la Iglesia. Y aunque la autoridad de los obispos no sea ni plena, ni universal, ni soberana, no debe mirárselos como a simples Vicarios de los Pontífices romanos, pues poseen una autoridad que les es propia, y llevan en toda verdad el nombre de Prelados ordinarios de los pueblos que gobiernan.

La encíclica concluye con una llamada a la unidad con el papa, y por tanto con una invitación a los cristianos no católicos para que se reintegran en la Iglesia católica.